# Comté de Saline (Illinois)
Le comté de Saline (en anglais : Saline County, prononcé : [ˈsʌliːn ˈkaʊnti]) est un comté situé dans l'état de l'Illinois, aux États-Unis. En 2000, sa population est de 26 733 habitants. Son siège est Harrisburg.